# Tour Catilina
La Tour Catilina (en italien : Torre di Catilina, est une ancienne tour située dans la commune de Pistoia dans la province de Pistoia en Toscane,.

## Historique
Le bâtiment datant du IXe siècle surplombe la Piazza del Duomo, le cœur de la ville. La tour, d'environ 30 m de haut, est entièrement construite en pierre et est l'un des éléments fondamentaux qui caractérisent la ville médiévale de Pistoia.
De plus, grâce à la position panoramique dans laquelle elle se trouve, une terrasse-belvédère a été construite sur le toit, qui permet une vue complète sur la Piazza del Duomo. Le nom de la tour vient de la légende selon laquelle le corps de l'homme politique romain Lucius Sergius Catilina aurait été enterré dans la rue où se trouve la tour (tombe de Catilina).

## Galerie

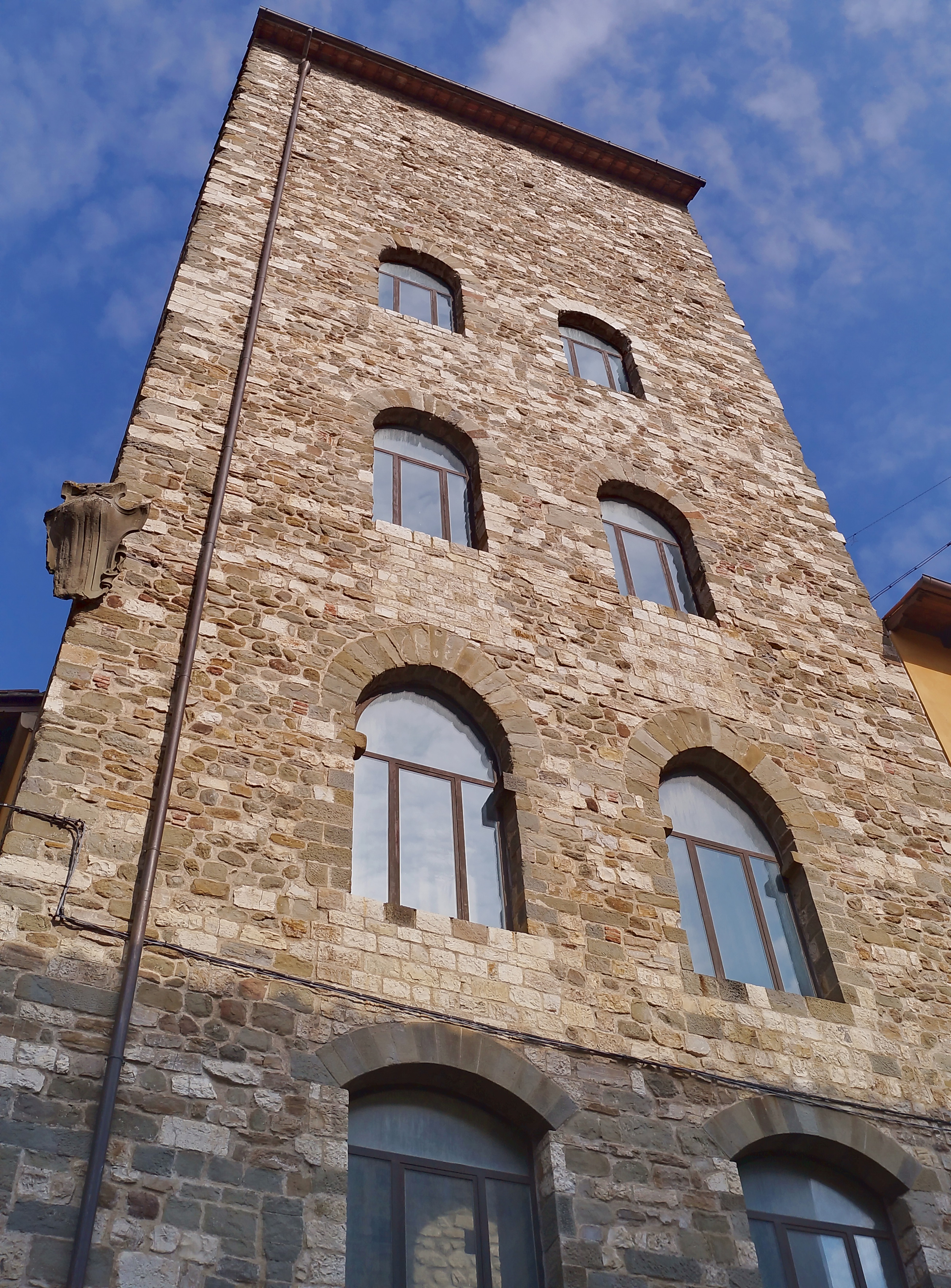
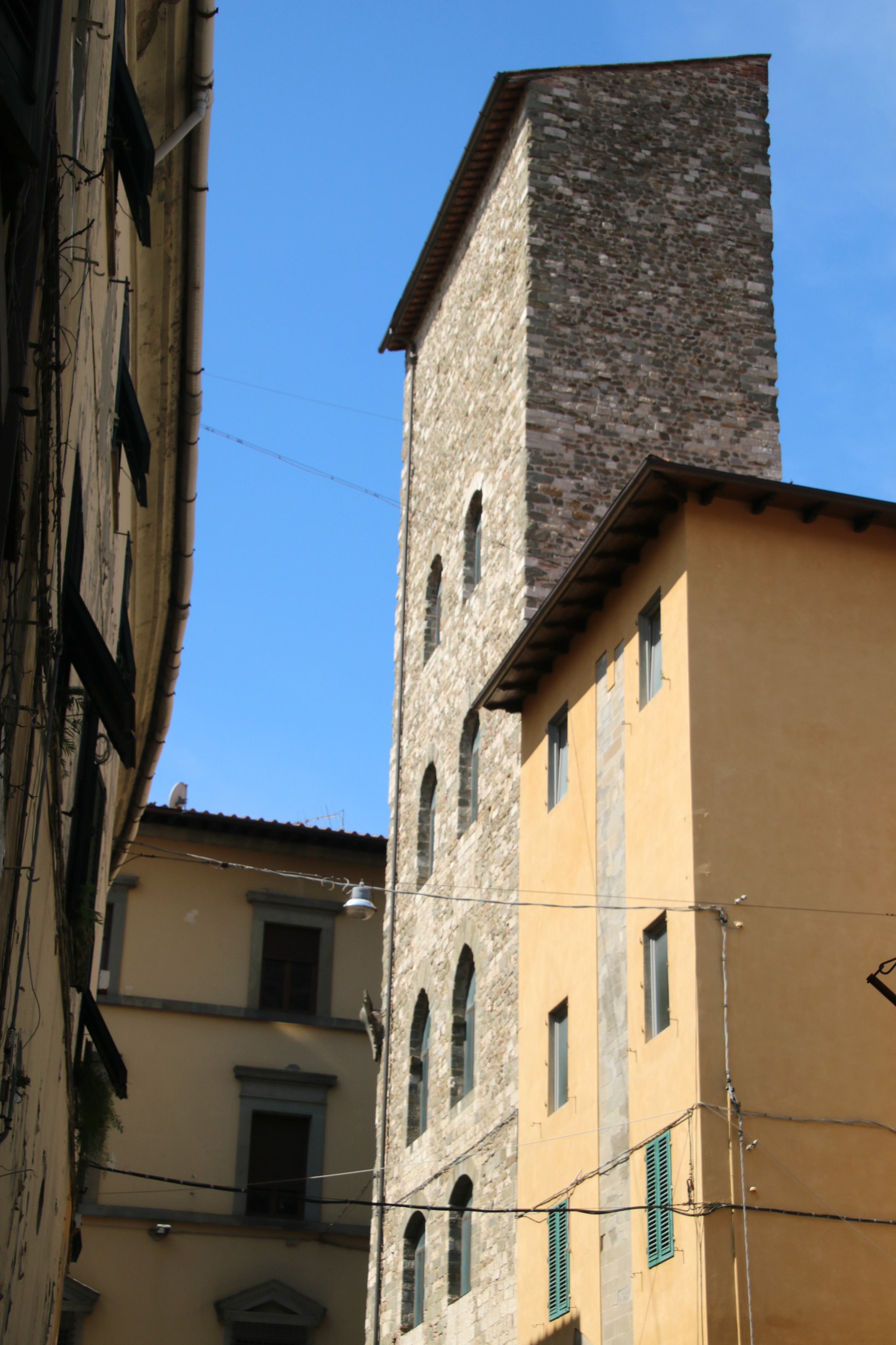